# جرج اینس (بازیگر)
جرج اینس (به انگلیسی: George Innes) (زاده ۸ مارس ۱۹۳۸) بازیگر انگلیسی است.
از فیلم‌های معروف او می‌توان به بازی در فیلم غبار ستاره، داستان دو شهر، آخرین سفارش‌ها، آزمون سخت برای اثبات بی‌گناهی و آیوانهو اشاره کرد.